# Ver-sur-Mer
Ver-sur-Mer (prononcé [vɛʁ.syʁ.mɛʁ]) est une commune française, située dans le département du Calvados en région Normandie.
C'est une station balnéaire sur la Manche.

## Géographie

### Localisation
La commune est à 25 km de Caen et à 16 km de Bayeux.

### Communes limitrophes
Les communes limitrophes sont Crépon, Graye-sur-Mer, Meuvaines et Sainte-Croix-sur-Mer.
| Mer de la Manche, Meuvaines | Mer de la Manche | Mer de la Manche, Graye-sur-Mer |
| Meuvaines                   | Ver-sur-Mer      | Graye-sur-Mer                   |
| Meuvaines, Crépon           | Crépon           | Sainte-Croix-sur-Mer            |

### Hydrographie
La commune est située dans le bassin Seine-Normandie. Elle est drainée par la Provence et le ruisseau du Marais,,.

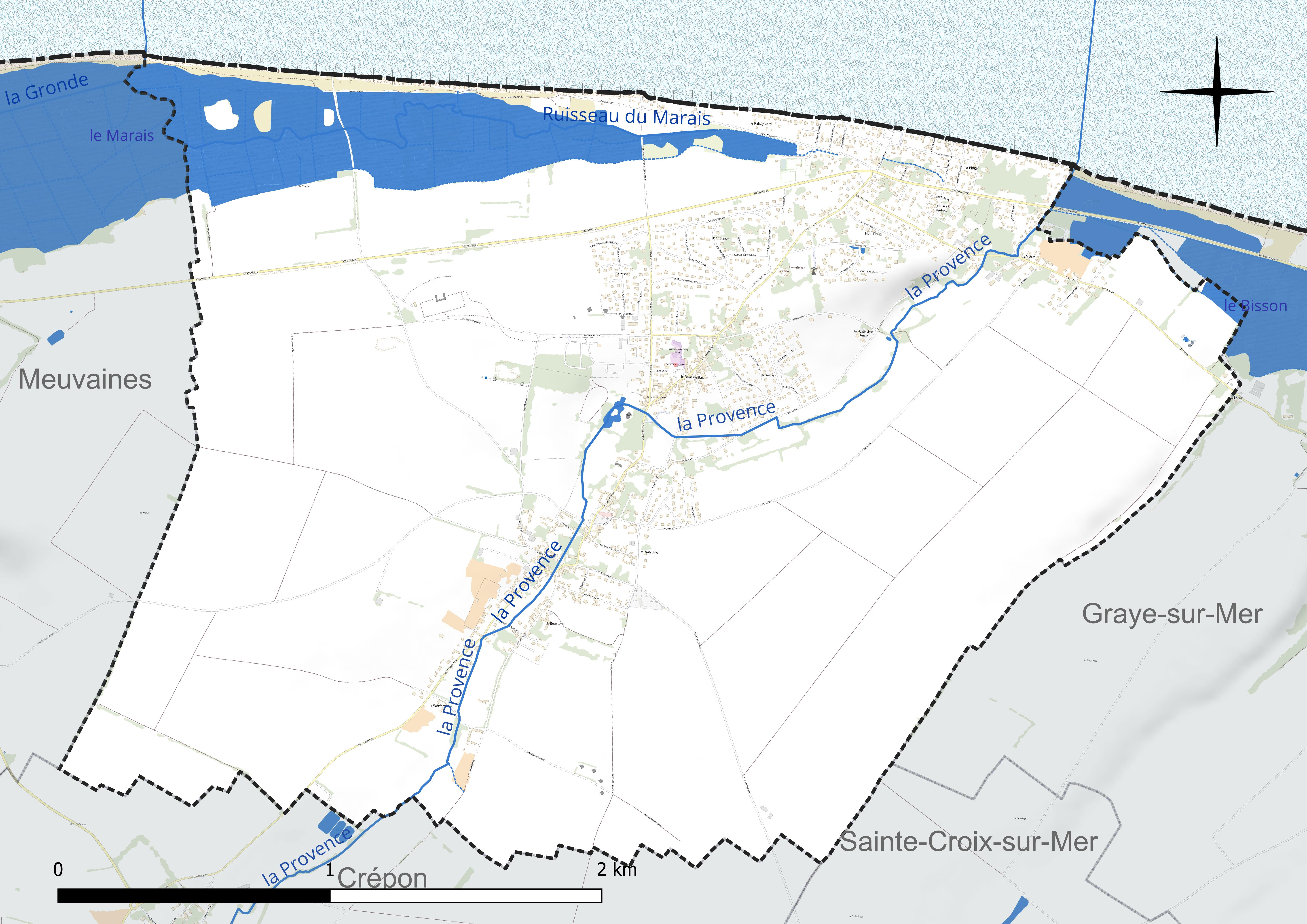
Réseau hydrographique de Ver-sur-Mer.

Deux plans d'eau complètent le réseau hydrographique : le Bisson, d'une superficie totale de 29,4 ha (1 ha sur la commune) et le Marais, d'une superficie totale de 142,7 ha (55,6 ha sur la commune),.

### Climat
Pour des articles plus généraux, voir Climat de la Normandie et Climat du Calvados.
En 2010, le climat de la commune est de type climat océanique altéré, selon une étude du CNRS s'appuyant sur une série de données couvrant la période 1971-2000. En 2020, Météo-France publie une typologie des climats de la France métropolitaine dans laquelle la commune est exposée à un climat océanique et est dans la région climatique Normandie (Cotentin, Orne), caractérisée par une pluviométrie relativement élevée (850 mm/a) et un été frais (15,5 °C) et venté. Parallèlement le GIEC normand, un groupe régional d'experts sur le climat, différencie quant à lui, dans une étude de 2020, trois grands types de climats pour la région Normandie, nuancés à une échelle plus fine par les facteurs géographiques locaux. La commune est, selon ce zonage, exposée à un « climat des plateaux abrités », correspondant à la plaine agricole de Caen à Falaise, sous le vent des collines de Normandie et proche de la mer, se caractérisant par une pluviométrie et des contraintes thermiques modérées.
Pour la période 1971-2000, la température annuelle moyenne est de 10,8 °C, avec  une amplitude thermique annuelle de 11,6 °C. Le cumul annuel moyen de précipitations est de 695 mm, avec 11,8 jours de précipitations en janvier et 7,6 jours en juillet. Pour la période 1991-2020, la température moyenne annuelle observée sur la station météorologique la plus proche, située sur la commune de Bernières-sur-Mer à 8 km à vol d'oiseau, est de 11,7 °C et le cumul annuel moyen de précipitations est de 695,0 mm,. Pour l'avenir, les paramètres climatiques de la commune estimés pour 2050 selon différents scénarios d'émission de gaz à effet de serre sont consultables sur un site dédié publié par Météo-France en novembre 2022.

### Milieux naturels et biodiversité
Avec Graye-sur-Mer et Meuvaines, Ver-sur-Mer abrite de vastes marais arrière-littoraux, protégés de la mer par un mince cordon dunaire et s'appuyant contre la falaise morte d'âge jurassique. Les eaux douces piégées à l'arrière des dunes ont favorisé la création d'une mosaïque de milieux à la productivité biologique élevée. Ces marais sont inscrits sur la liste des sites Natura 2000 de l'inventaire national du patrimoine naturel. Ver-sur-Mer abrite une importante population de gravelot à collier interrompu, espèce classée "vulnérable" sur la liste rouge de l'INPN et "quasi menacé" dans la liste rouge des oiseaux nicheurs de France (UICN).

## Urbanisme

### Typologie
Au 1er janvier 2024, Ver-sur-Mer est catégorisée bourg rural, selon la nouvelle grille communale de densité à 7 niveaux définie par l'Insee en 2022.
Elle est située hors unité urbaine. Par ailleurs la commune fait partie de l'aire d'attraction de Caen, dont elle est une commune de la couronne,. Cette aire, qui regroupe 296 communes, est catégorisée dans les aires de 200 000 à moins de 700 000 habitants,.
La commune, bordée par la baie de Seine, est également une commune littorale au sens de la loi du 3 janvier 1986, dite loi littoral. Des dispositions spécifiques d'urbanisme s'y appliquent dès lors afin de préserver les espaces naturels, les sites, les paysages et l'équilibre écologique du littoral, tel le principe d'inconstructibilité, en dehors des espaces urbanisés, sur la bande littorale des 100 mètres, ou plus si le plan local d'urbanisme le prévoit.

### Occupation des sols

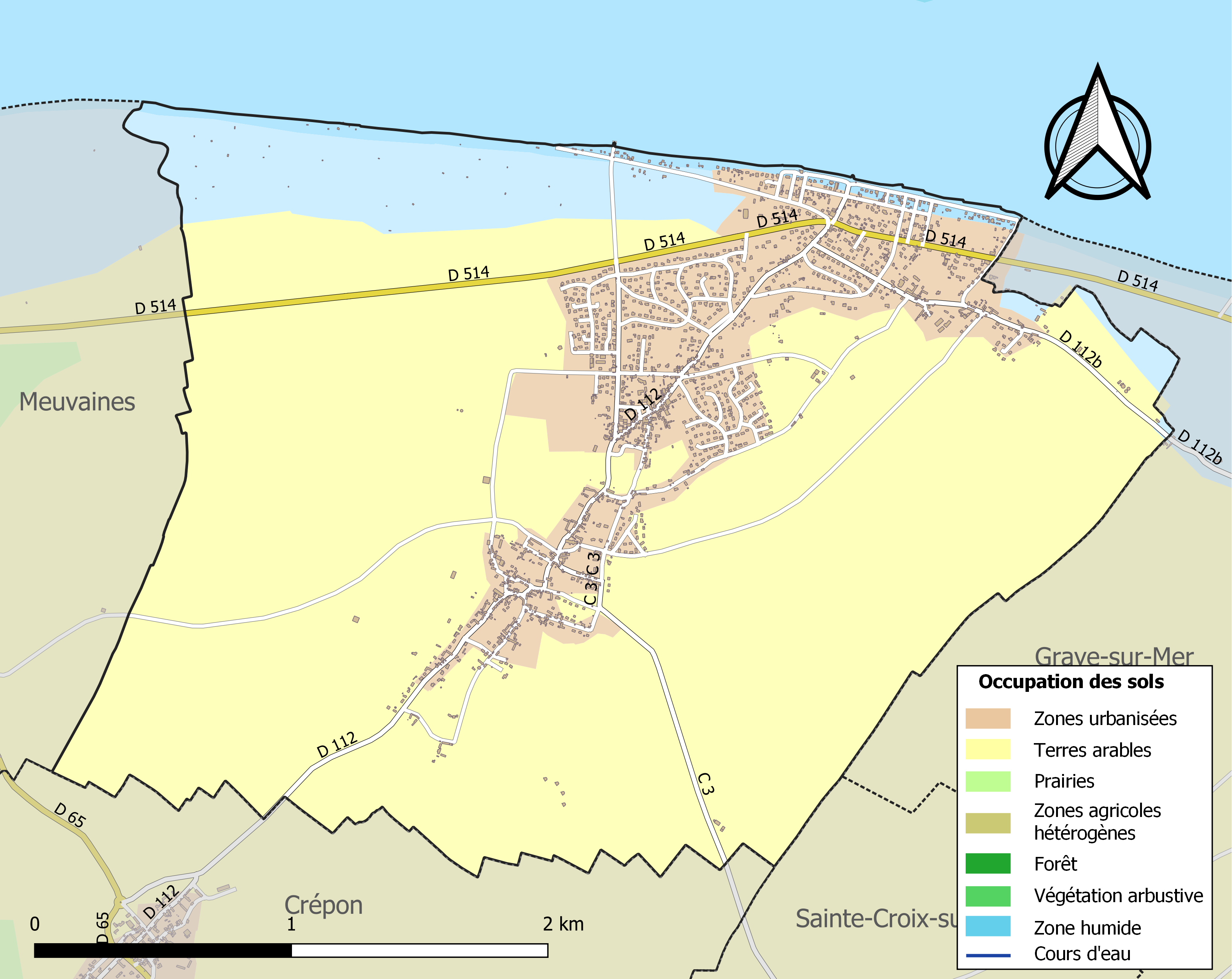
Carte des infrastructures et de l'occupation des sols de la commune en 2018 (CLC).

L'occupation des sols de la commune, telle qu'elle ressort de la base de données européenne d'occupation biophysique des sols Corine Land Cover (CLC), est marquée par l'importance des territoires agricoles (74,4 % en 2018), en diminution par rapport à 1990 (75,3 %). La répartition détaillée en 2018 est la suivante : 
terres arables (74,4 %), zones urbanisées (16,2 %), zones humides intérieures (8 %), zones humides côtières (1,5 %). L'évolution de l'occupation des sols de la commune et de ses infrastructures peut être observée sur les différentes représentations cartographiques du territoire : la carte de Cassini (XVIIIe siècle), la carte d'état-major (1820-1866) et les cartes ou photos aériennes de l'IGN pour la période actuelle (1950 à aujourd'hui).

### Habitat et logement
En 2020, le nombre total de logements dans la commune était de 1 179, alors qu'il était de 1 145 en 2015 et de 1 062 en 2010.
Parmi ces logements, 63,6 % étaient des résidences principales, 32,5 % des résidences secondaires et 3,8 % des logements vacants. Ces logements étaient pour 95,7 % d'entre eux des maisons individuelles et pour 3,9 % des appartements.
Le tableau ci-dessous présente la typologie des logements à Ver-sur-Mer en 2020 en comparaison avec celle du Calvados et de la France entière. Une caractéristique marquante du parc de logements est ainsi une proportion de résidences secondaires et logements occasionnels (32,5 %) supérieure à celle du département (17,9 %) et à celle de la France entière (9,7 %). Concernant le statut d'occupation de ces logements, 82,4 % des habitants de la commune sont propriétaires de leur logement (83,7 % en 2015), contre 57,2 % pour le Calvados et 57,5 pour la France entière.
| Typologie                                               | Ver-sur-Mer | Calvados | France entière |
| ------------------------------------------------------- | ----------- | -------- | -------------- |
| Résidences principales (en %)                           | 63,6        | 75,3     | 82,1           |
| Résidences secondaires et logements occasionnels (en %) | 32,5        | 17,9     | 9,7            |
| Logements vacants (en %)                                | 3,8         | 6,8      | 8,2            |

### Énergie
La commune devrait se trouver en face du parc éolien dit de Courseulles-sur-Mer. Ce projet se compose de 75 éoliennes en mer d'une capacité unitaire de 6 MW pour une puissance totale de 450 MW. Ce projet suscite de nombreuses inquiétudes et débats quant au développement futur du tourisme balnéaire.

## Toponymie
Le nom de la localité est attesté sous la forme Vernum en 1066.
En Normandie, les toponymes faisant référence à l'aulne sont, comme ici, plus souvent issus du gaulois (verno) que du latin (alna). De la forme gauloise sont issus Ver-sur-Mer, Ver, Verneuil, Verneusses, Vernon et Vernix, auxquels on peut ajouter le dernier terme de Saint-Paul-du-Vernay.
Le gentilé est Vérois.

## Histoire

### Préhistoire
À marée basse, la plage entre Ver et Asnelles laisse apparaître les vestiges de la forêt de Quintefeuille (vieille de 10 000 ans). Riche en tourbe, celle-ci conserve la matière organique et représente aujourd'hui un site archéologique balayant une vaste période, du Néolithique au Moyen Âge. Des fouilles y ont mis au jour des cuvettes de galets avec des ossements d'animaux, des silex taillés, des grattoirs, datant de plusieurs millénaires et témoignant de la présence humaine dès l'Âge de pierre.

### Antiquité
Dans le Val Saint-Gerbold, près de l'embouchure de la Provence, des tombes gallo-romaines taillées dans le rocher et datant du IIIe siècle furent découvertes.

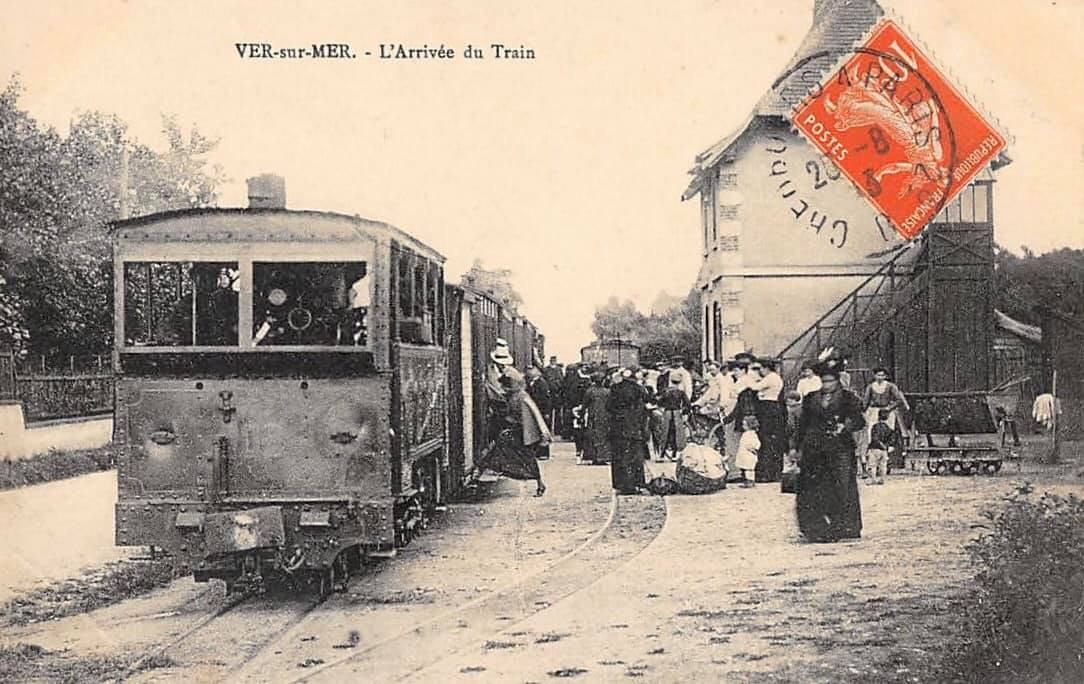
La gare vers 1910.

### Époque contemporaine
La commune est desservie de 1876 à 1950 par la ligne du chemin de fer secondaire à voie étroite de Caen à la mer exploitée sous l'autorité du département du Calvados par la compagnie du Chemin de fer de Caen à la mer, puis par les Courriers Normands, exploitants du réseau des Chemins de fer du Calvados.
Au début du XXe siècle, la commune est devenue une station balnéaire.

Ver-sur-Mer au tout début du XXe siècle
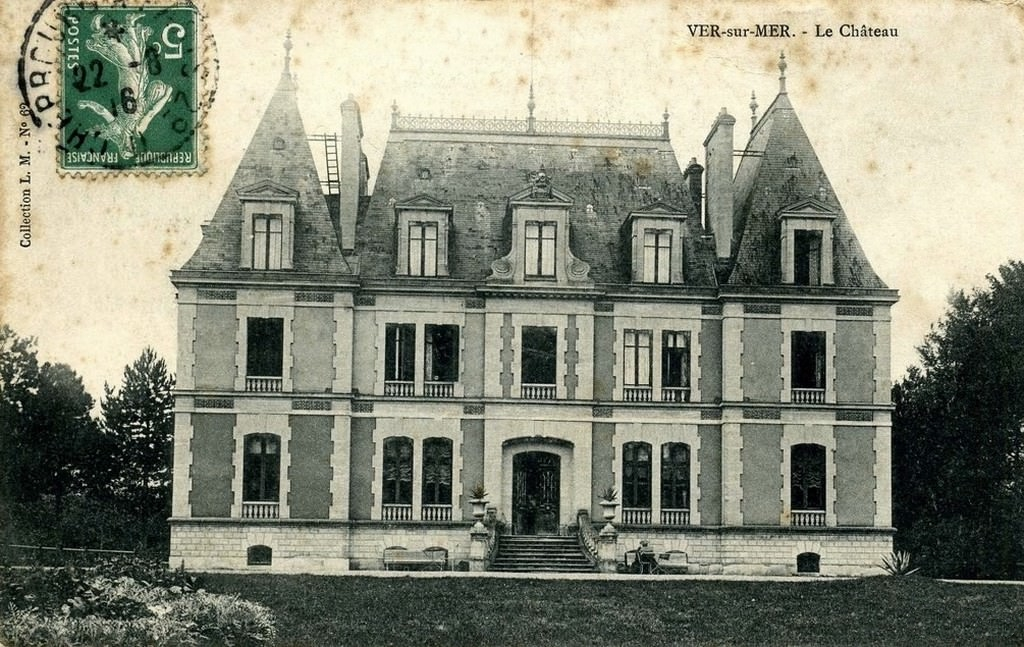
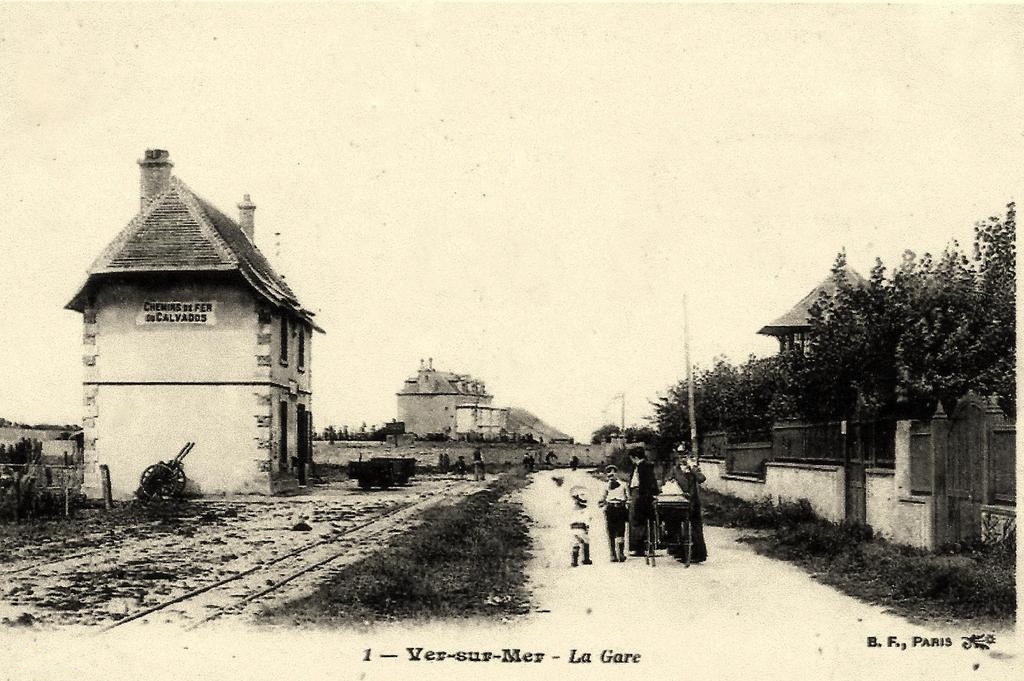
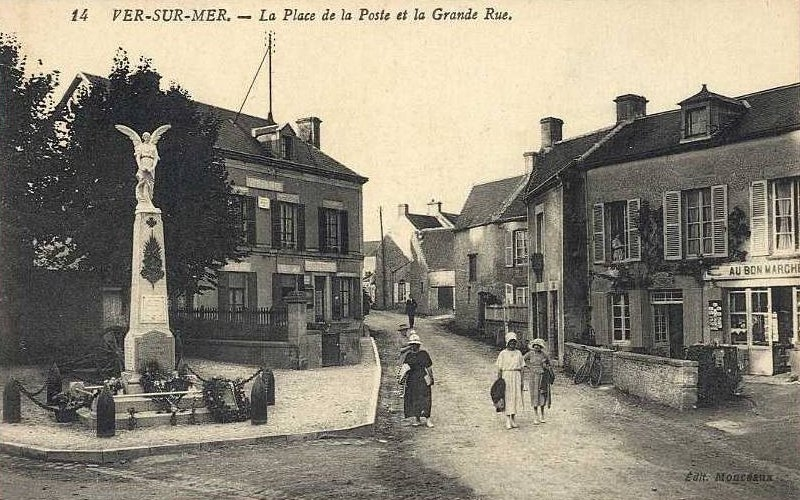
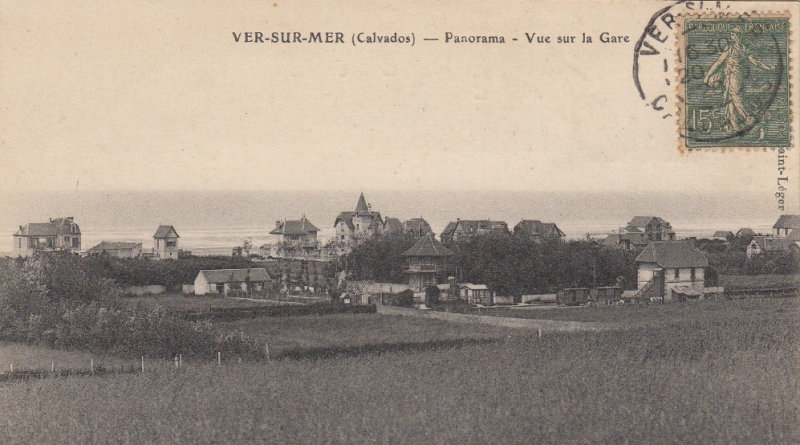
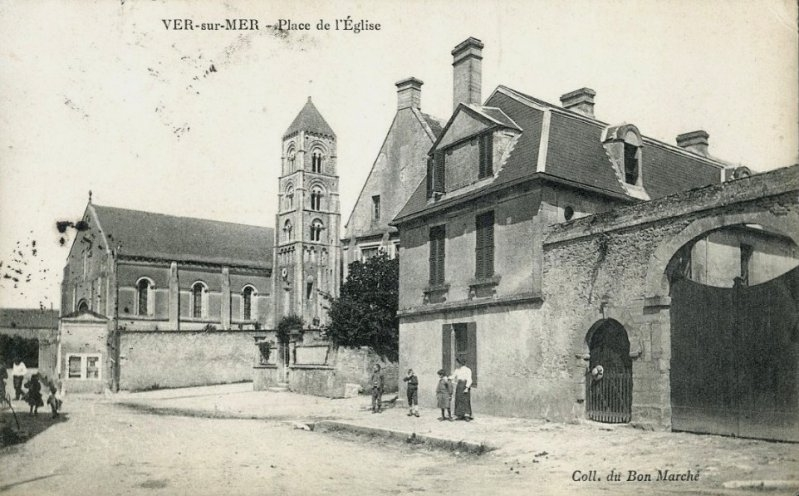
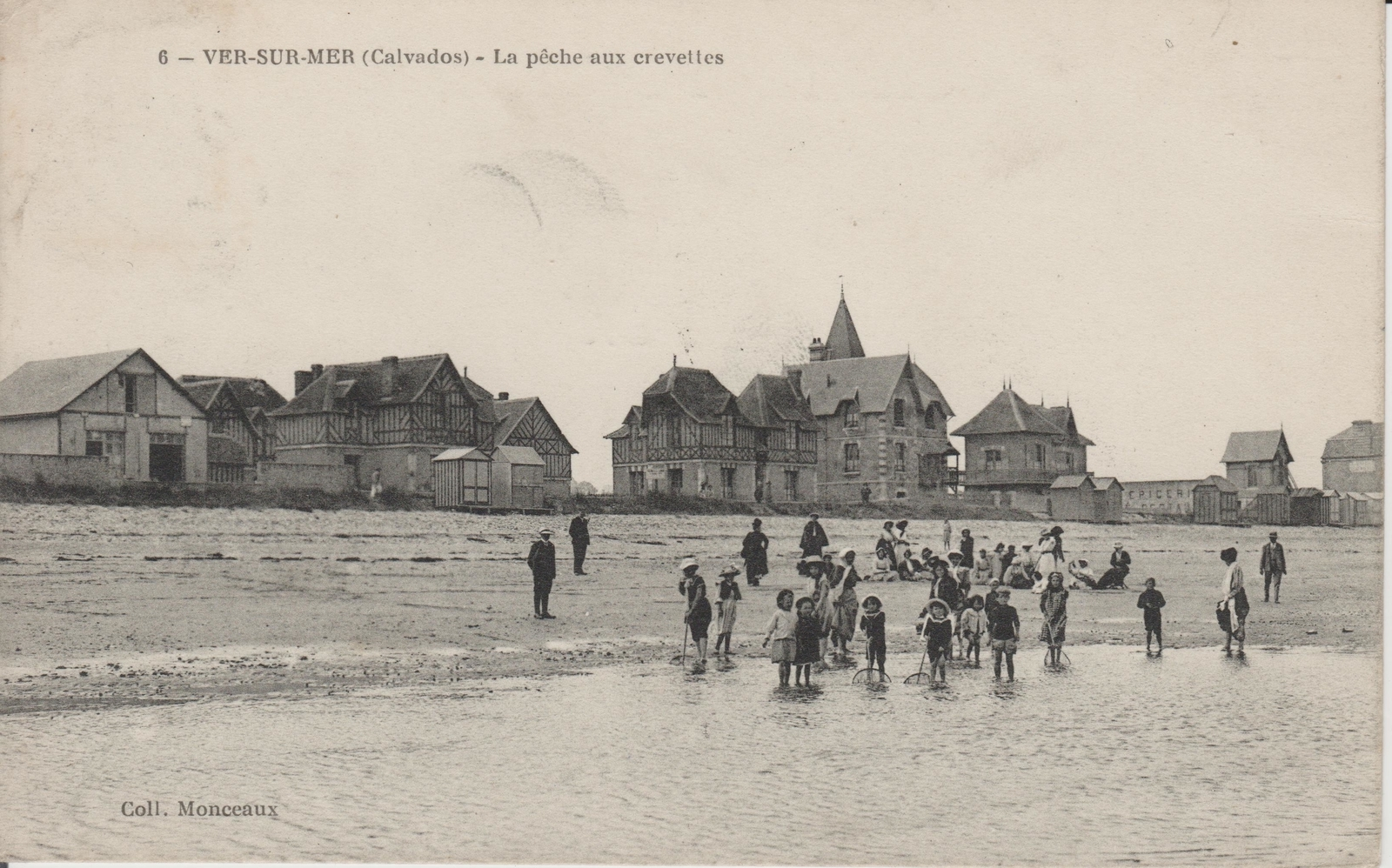
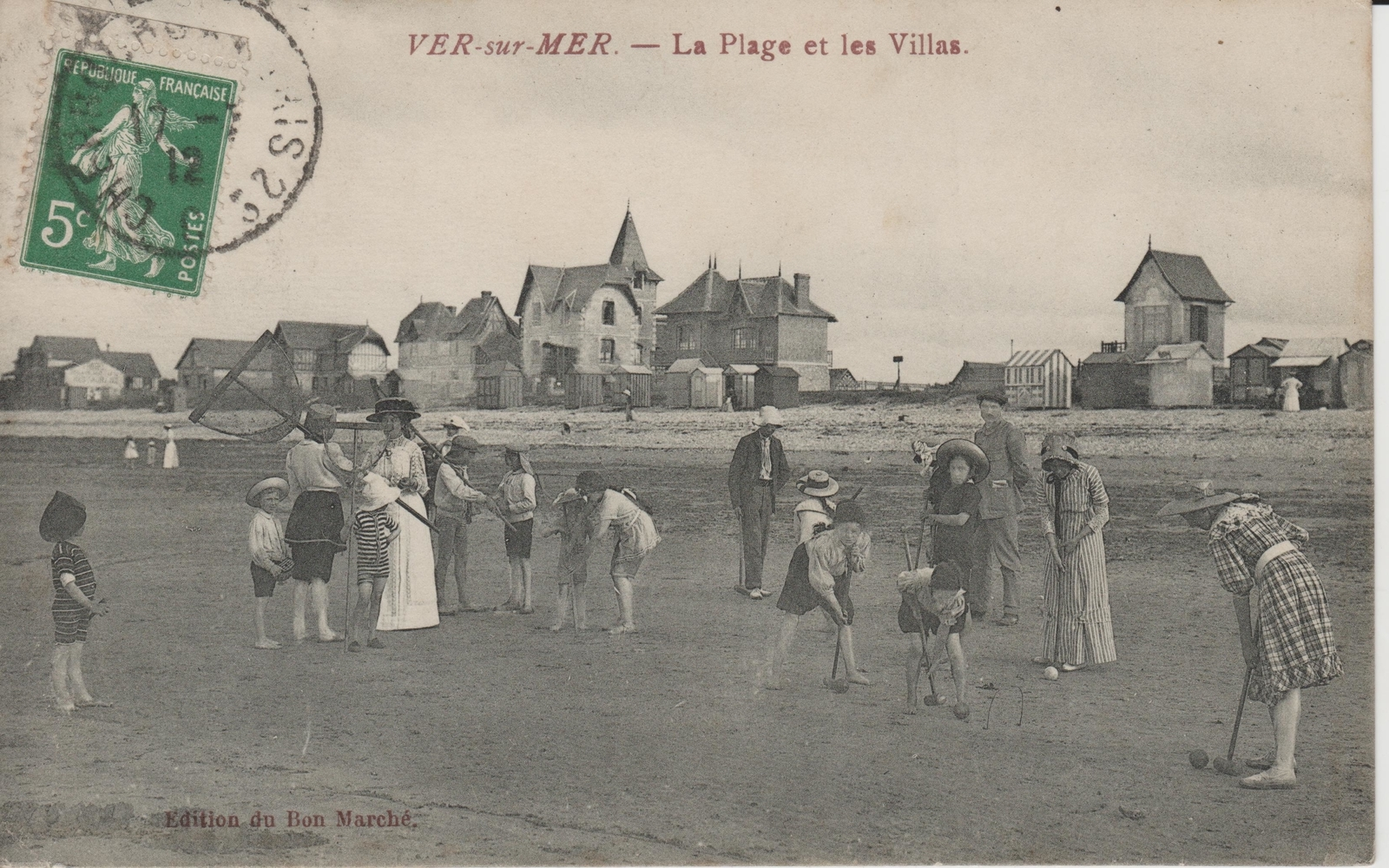
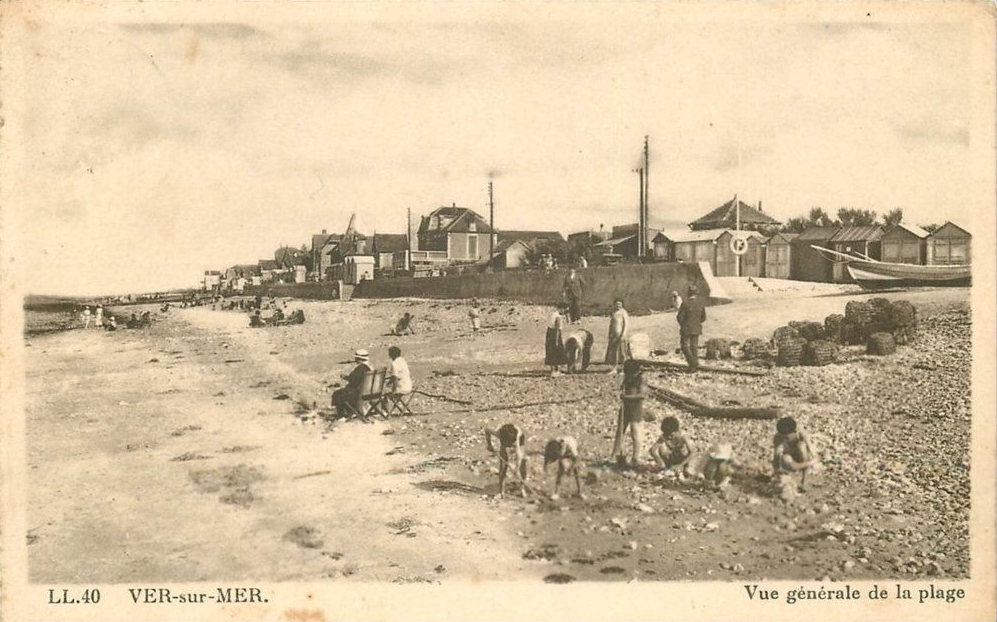
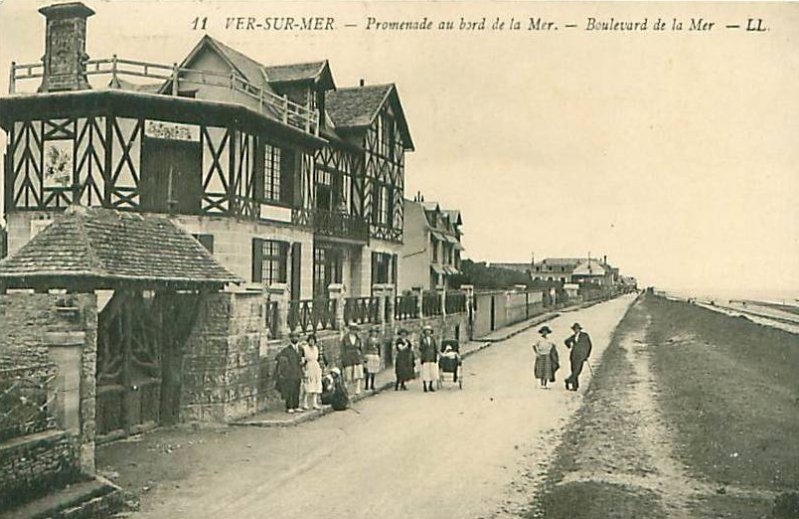
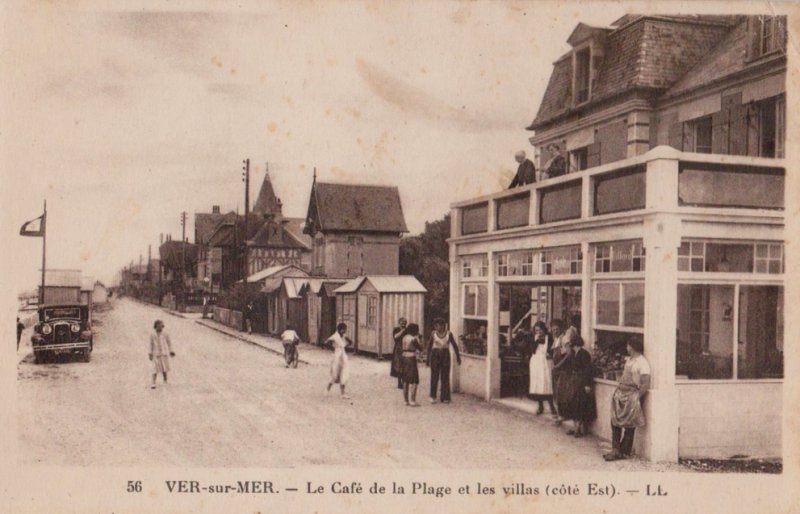

#### L'épopée de l'Americaet la première liaison aéropostale transatlantique

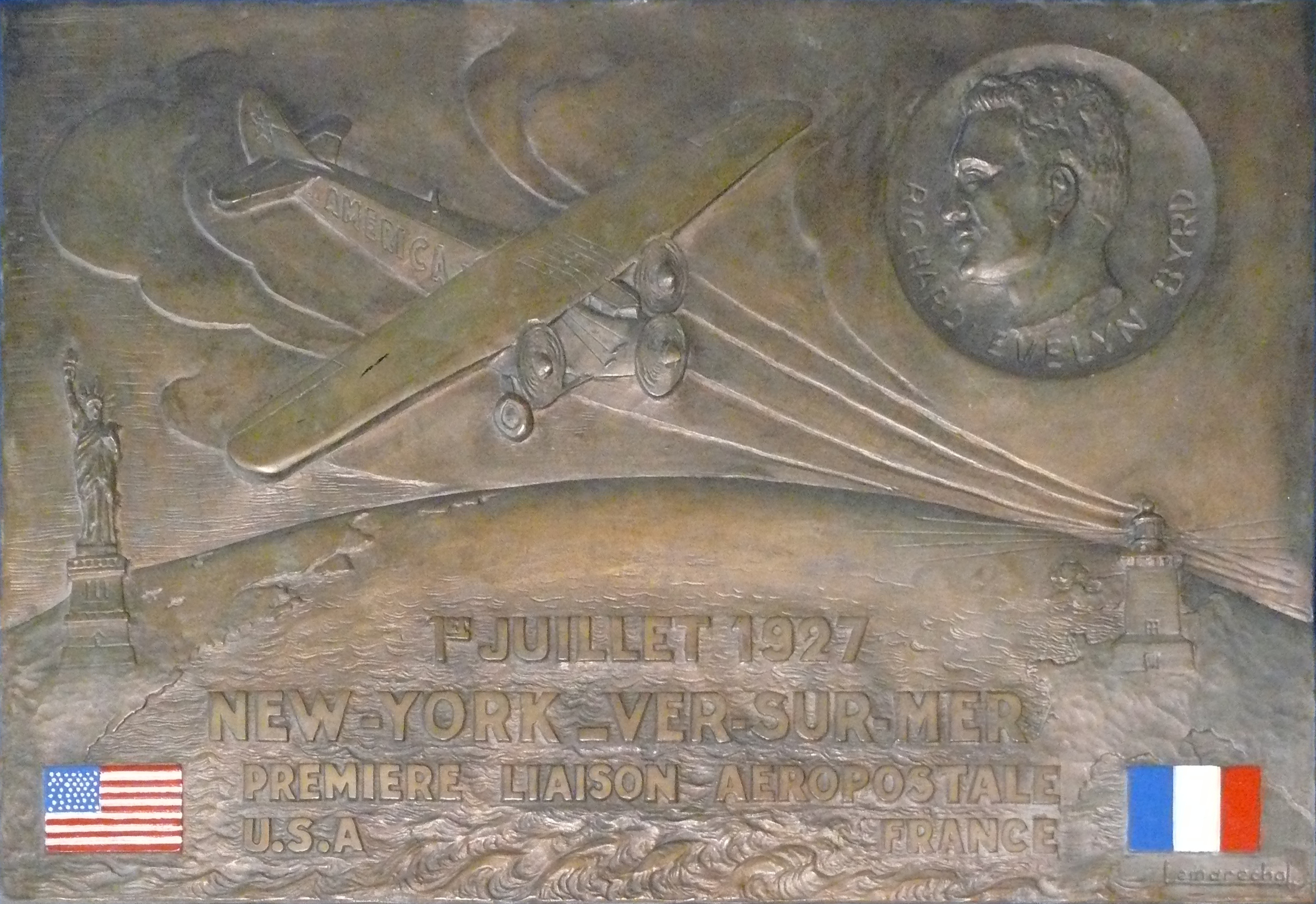
Plaque commémorative de la première liaison aéropostale transatlantique, exposée à l'Aviation Hall of Fame and Museum of New Jersey.

En mars 1927, le commandant Richard E. Byrd, premier homme à voler au-dessus du pôle Nord (en 1926) annonce sa collaboration avec la 'American Trans-Oceanic Company, Inc.', fondée en 1914 par Rodman Wanamaker pour franchir l'Atlantique en un vol ininterrompu. Byrd se porta ainsi candidat au prix Orteig, prix créé en 1919 par Raymond Orteig propriétaire de l'hôtel Lafayette à New York, doté de 25 000 $ et destiné à récompenser le premier vol sans escale entre New York et Paris.
Byrd choisit le monoplan Fokker C-2, pour sa similitude avec le Fokker F.VII qu'il utilisa lors de son vol en Arctique. Cet aéronef, doté de trois moteurs 220 hp Wright J-5 était immatriculé NX-206 et portait le nom de America.
Lors d'un vol d'essai le 16 avril 1927, l'avion pique du nez et s'écrase à Hasborough, New Jersey, blessant trois des quatre occupants, dont Byrd qui se fracture le poignet et Floyd Bennet, le navigateur aux commandes des instruments qui, lui, est sérieusement atteint. Anthony Fokker, le concepteur de l'avion lui suggère de remplacer le navigateur par Bernt Balchen, un pilote d'essai norvégien de la compagnie Fokker (Balchen avait participé à la fameuse Roald Amundsen's airship expedition de 1926 au pôle Nord).
Le 8 mai, L'Oiseau blanc de Nungesser et Coli décolle du Bourget et disparait. Le 11 mai, Rodman Wanamaker déclare que l'America ne décollera pas tant que la situation de L'Oiseau blanc ne serait éclaircie.
Au même moment, un jeune Américain Charles Lindbergh arrive à New York à bord de son avion, un Ryan B-1 Brougham nommé Spirit of St. Louis. Le matin du 20 mai, Lindbergh s'envole de New York et trente-trois heures plus tard, le 22 mai atterrit à Paris revendiquant le prix Orteig.
Regardant davantage l'intérêt scientifique de l'aventure, Byrd continue ses préparatifs. Entretemps, une nouvelle traversée transatlantique est réalisée par Clarence D. Chamberlin et Charles A. Levine sur le Bellanca Colombia qui atterrit à Berlin le 6 juin 1927 après 42 heures de vol.
Le matin du 29 juin, à 10 h 24, l' America s'envole du Roosevelt Field à New York, direction Paris, avec à son bord : le commandant Richard E. Byrd, Bert Acosta et Bernt Balchen comme seconds pilotes, et le lieutenant George O. Noville, ingénieur de vol et opérateur radio. La météo s'avère particulièrement défavorable à l'expédition.
Après le survol des côtes de Nouvelle-Angleterre, Bert Acosta perd accidentellement le contrôle de l'appareil qui pique vers les flots. Une correction de Balchen permet de sauver in-extremis l'appareil. Un peu plus tard, de gros problèmes de réception radio apparaissent quand Noville coince son pied dans les câblages.
Le brouillard aux abords des côtes françaises empêche toute visibilité du sol. La pluie qui tombe à torrents ne permet pas aux aviateurs d'apercevoir les signaux lumineux des champs d'aviation sur leur route. Les informations les plus contradictoires sont lancées ; de nombreux points de la côte et des environs de Paris, de Marseille même, les appels de détresse de l' America sont perçus.
Le 1er juillet, à 1 h 10, aveuglé, noyé, perdu dans la pluie qui tombe à torrents, Byrd, toujours errant, demande par TSF qu'on lui indique un terrain d'atterrissage, même en dehors de Paris. Il a renoncé au Bourget. L'avion n'a plus que trois heures d'essence. Mais personne n'arrive à localiser les appels.
La nouvelle se répand que l'America aurait atterri à Issy-les-Moulineaux. Et puis, c'est la désillusion. Le démenti brutal arrive un quart d'heure après. Toutes les stations radiotélégraphiques de la côte française, les bateaux, le Bourget lui-même, cessent leurs appels vains. Seule la station du Havre s'entête à « attaquer » l' America qui ne répond pas. Et la pluie diluvienne continue de tomber. Les curieux quittent en masse l'aérodrome du Bourget. Les phares qui n'ont cessé de fouiller le ciel durant la nuit, rentrent leurs pinceaux lumineux ; les fusées se sont éteintes.
À huit heures du matin, on ne sait encore rien du sort des aviateurs. Des agents de police envoyés en reconnaissance aux environs des aérodromes sont rentrés sans avoir trouvé aucune trace de l'America. Enfin, au début de la matinée, une nouvelle précise inattendue du correspondant Bayeux du journal L'Ouest-Éclair tombe : Byrd et ses compagnons ont amerri à Ver-sur-Mer. Ils sont saufs. Les aviateurs, perdus dans la brume, se guidaient sur le phare du Havre ; leur intention était de suivre l'estuaire de la Seine.
Ayant aperçu la lumière du phare de Ver-sur-Mer, ils piquèrent droit dans sa direction, tournoyèrent un moment au-dessus de la petite station balnéaire et amerrirent à 2h32 à 200 mètres du rivage à basse mer. Le choc fut assez violent et le train d'atterrissage se disloqua. Les quatre aviateurs prirent place sur un léger radeau en caoutchouc et gagnèrent la rive. Avant de l'atteindre, deux d'entre eux tombèrent à l'eau, mais réussirent promptement à rejoindre leurs camarades à la nage. La mer se retirait lentement et l'avion se trouvait peu à peu dégagé.

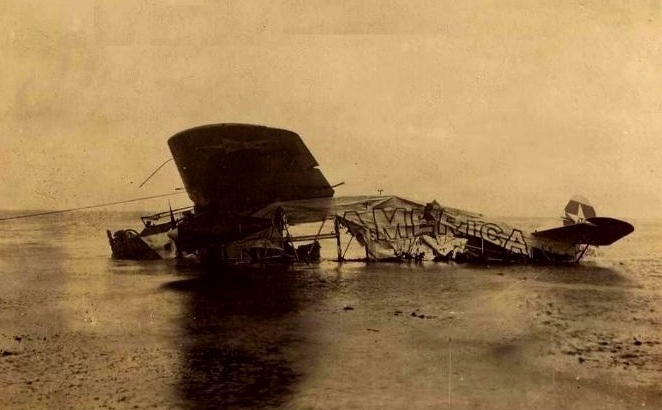
Les restes de l'America sur la plage de Ver-sur-Mer.

Le commandant Byrd et ses compagnons qui étaient à bout de forces s'étendirent sur le sable et s'y reposèrent pendant près d'une heure. Ils décidèrent ensuite d'aller demander du secours dans la localité et prirent ensemble le chemin du phare dont les lueurs les avaient guidés dans la nuit. Il était 4 heures moins le quart lorsqu'ils frappèrent à la porte du gardien M. Lescop. En quelques mots, le lieutenant Bert Acosta, pilote de l'America qui s'exprimait assez facilement en français, expliqua la détresse de ses compagnons. « Nous mourons de faim et de soif », dit-il. M. Lescop et sa famille firent aussitôt chauffer du café et s'empressèrent d'offrir une chambre aux aviateurs.
Deux d'entre eux acceptèrent avec empressement cette cordiale hospitalité, pendant que le commandant Byrd, toujours inquiet sur le sort de son appareil, reprenait, avec son pilote, le chemin de la plage. Ils demandèrent avec instance à M. Lescop de leur procurer une barque à moteur pour renflouer l'appareil. Celui-ci fut arrimé à de solides câbles. Dès le lever du jour, une foule innombrable de curieux de toutes les localités voisines stationnaient sur la plage.
Les aviateurs gagnèrent par la suite Paris en train où ils furent reçus et félicités par les officiels, notamment le Président Doumergue.
Avant son départ, la poste américaine avait confié à Byrd un sac de 70 kg de courrier : 300 lettres furent sauvées de la noyade et furent oblitérées à la poste de Ver-sur-Mer. La première liaison aéropostale transatlantique fut donc réalisée sur la ligne New York/Ver-sur-Mer. Un musée de la commune relate cette épopée.
L'année suivante, Byrd donnera le nom de Ver-sur-Mer à son camp de base construit sur la grande barrière de Ross, en Antarctique, en souvenir de l'accueil qui lui avait été réservé dans cette commune normande le 1er juillet 1927, lors de son amerrissage forcé.

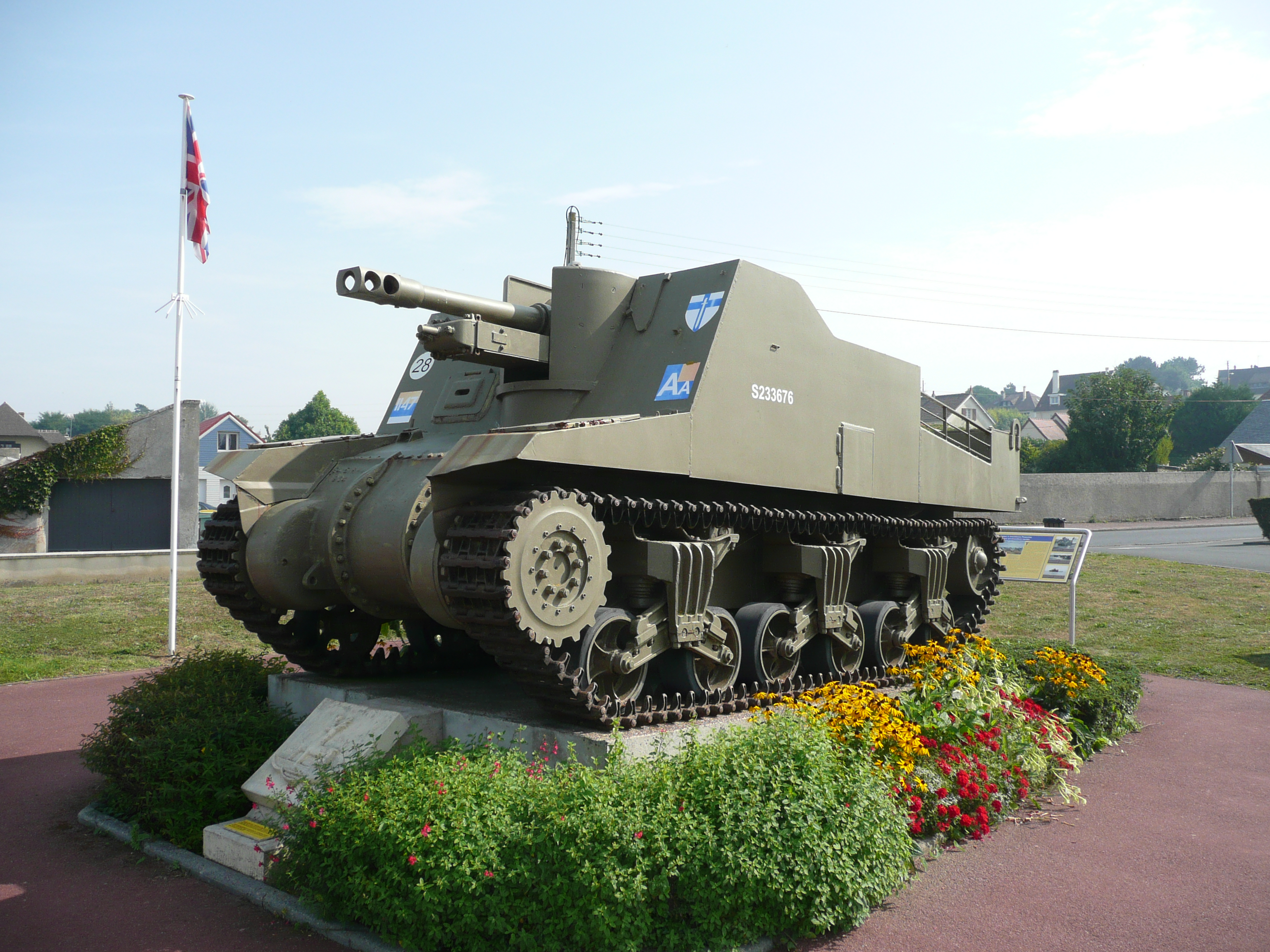
Sexton canon automoteur érigé en monument.

#### Seconde Guerre mondiale
Lors de la bataille de Normandie, Ver-sur-Mer se situait à la jonction entre Gold Beach où débarquent les troupes britanniques et Juno Beach où débarquent les troupes canadiennes. La bataille coûte à la commune neuf victimes civiles, 165 maisons rasées, et 167 partiellement détruites. L'amiral Ramsay qui commande le débarquement établit et maintient son état major dans une maison près de la pharmacie.

Ver-sur-Mer pendant le Débarquement
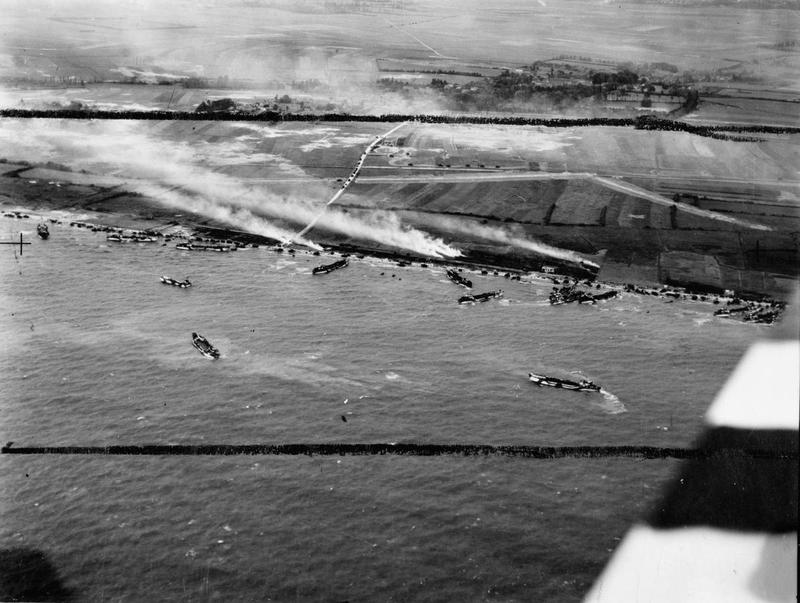
Photo aérienne de Ver
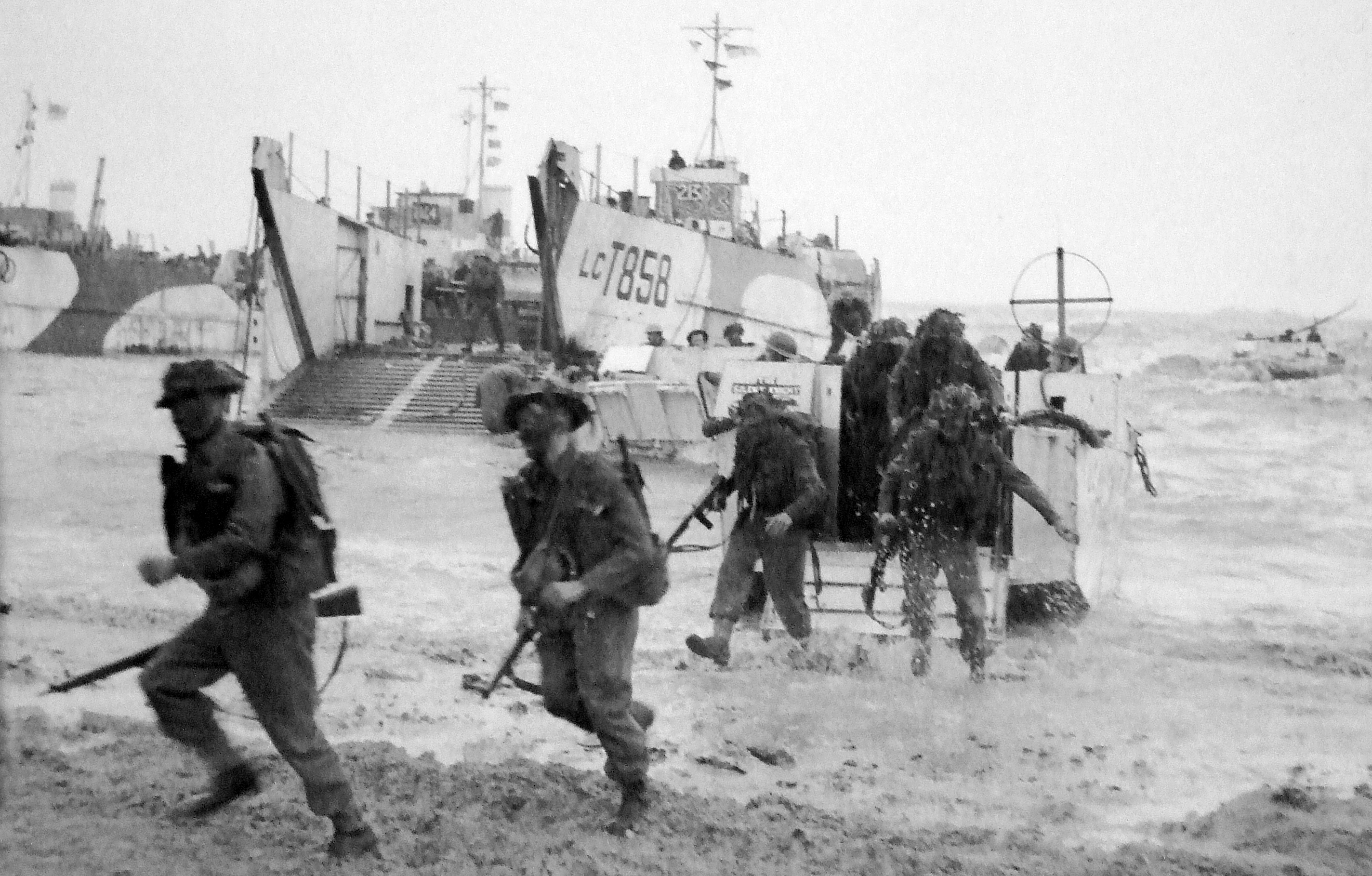
Soldats de la 50e division d'infanterie britannique
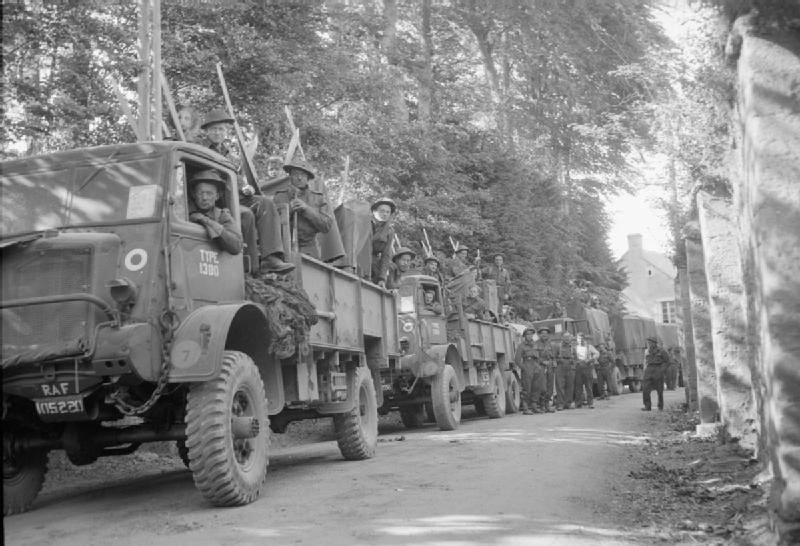
Convoi de la RAF après le Débarquement

## Politique et administration

### Rattachements administratifs et électoraux

#### Rattachements administratifs
La commune se trouve  dans l'arrondissement de Bayeux du département du Calvados.
Elle faisait partie depuis 1801 du canton de Ryes. Dans le cadre du redécoupage cantonal de 2014 en France, cette circonscription administrative territoriale a disparu, et le canton n'est plus qu'une circonscription électorale.

#### Rattachements électoraux
Pour les élections départementales, la commune fait partie depuis 2014 du canton de Courseulles-sur-Mer
Pour l'élection des députés, elle fait partie de la cinquième circonscription du Calvados.

### Intercommunalité
Ver-sur-Mer était membre de la communauté de communes de Bessin, Seulles et Mer, un établissement public de coopération intercommunale (EPCI) à fiscalité propre créé en 2002 et auquel la commune avait transféré un certain nombre de ses compétences, dans les conditions déterminées par le code général des collectivités territoriales.
Dans le cadre des dispositions de la loi portant nouvelle organisation territoriale de la République du 7 août 2015, qui prévoit que les établissements publics de coopération intercommunale (EPCI) à fiscalité propre doivent avoir un minimum de 15 000 habitants, cette intercommunalité a fusionné avec ses voisines pour former, le 1er janvier 2017, la communauté de communes Seulles Terre et Mer, dont est désormais membre la commune.

### Administration municipale
Compte tenu l'importance de la population de la commune, son conseil municipal est composé de dix-neuf membres dont le maire et ses adjoints

### Liste des maires
| Période                                  | Période                       | Identité              | Étiquette | Qualité                                                                            |
| ---------------------------------------- | ----------------------------- | --------------------- | --------- | ---------------------------------------------------------------------------------- |
| Les données manquantes sont à compléter. |                               |                       |           |                                                                                    |
|                                          |                               |                       |           |                                                                                    |
| août 1865                                | mai/juin 1871                 | Alexandre Colleville  |           |                                                                                    |
| mai/juin 1871                            | janvier 1881                  | Jean-Jacques Grin     |           |                                                                                    |
| janvier 1881                             | mai 1892                      | Alexandre Colleville  |           |                                                                                    |
| mai 1892                                 | juillet 1909                  | Jacques Bourguais     |           |                                                                                    |
| juillet 1909                             | décembre 1919                 | Paul Pothet           |           |                                                                                    |
| décembre 1919                            | mai 1925                      | Armand Halot          |           |                                                                                    |
| mai 1925                                 | mai 1935                      | Georges Bonnet        |           |                                                                                    |
| mai 1935                                 | novembre 1937                 | Laurent Braun         |           |                                                                                    |
| décembre 1937                            | novembre 1944                 | Armand Vautier        |           |                                                                                    |
| novembre 1944                            | mai 1945                      | Joseph Coiffier       |           |                                                                                    |
| mai 1945                                 | octobre 1947                  | Henri Jaquot          |           | Pharmacien                                                                         |
| octobre 1947                             | mai 1953                      | André Bidon           |           | Notaire                                                                            |
| mai 1953                                 | mai 1989                      | Jacques Ronnaux-Baron |           | Notaire                                                                            |
| mai 1989                                 | juin 1995                     | Gérard Marie          |           |                                                                                    |
| juin 1995                                | mars 2001                     | Alain Ehrhold         |           | Instituteur puis directeur d'école retraité                                        |
| mars 2001                                | mars 2008                     | Pierre Frédéric       |           | Expert-comptable retraité                                                          |
| mars 2008                                | mai 2020                      | Philippe Onillon      | DVD       | Ingénieur PSA, retraité Vice-président de la CC Seulles Terre et Mer (2017 → 2020) |
| mai 2020,                                | janvier 2024                  | Jean-Luc Véret        | SE        | Médecin de santé publique retraité Démissionnaire                                  |
| janvier 2024,                            | En cours (au 31 janvier 2024) | Lysiane Le Duc Dréan  | SE        | Retraitée                                                                          |

## Population et société

### Démographie
L'évolution du nombre d'habitants est connue à travers les recensements de la population effectués dans la commune depuis 1793. Pour les communes de moins de 10 000 habitants, une enquête de recensement portant sur toute la population est réalisée tous les cinq ans, les populations de référence des années intermédiaires étant quant à elles estimées par interpolation ou extrapolation. Pour la commune, le premier recensement exhaustif entrant dans le cadre du nouveau dispositif a été réalisé en 2008.

En 2022, la commune comptait 1 622 habitants, en évolution de +1,06 % par rapport à 2016 (Calvados : +1,58 %, France hors Mayotte : +2,11 %).
| 1793  | 1800  | 1806  | 1821  | 1831  | 1836  | 1841  | 1846  | 1851  |
| ----- | ----- | ----- | ----- | ----- | ----- | ----- | ----- | ----- |
| 1 395 | 1 114 | 1 276 | 1 334 | 1 330 | 1 302 | 1 252 | 1 185 | 1 150 |

| 1856  | 1861  | 1866  | 1872  | 1876 | 1881 | 1886 | 1891 | 1896 |
| ----- | ----- | ----- | ----- | ---- | ---- | ---- | ---- | ---- |
| 1 137 | 1 160 | 1 108 | 1 004 | 941  | 839  | 801  | 803  | 708  |

| 1901 | 1906 | 1911 | 1921 | 1926 | 1931 | 1936 | 1946 | 1954 |
| ---- | ---- | ---- | ---- | ---- | ---- | ---- | ---- | ---- |
| 727  | 712  | 753  | 668  | 661  | 622  | 694  | 666  | 605  |

| 1962 | 1968 | 1975 | 1982 | 1990  | 1999  | 2006  | 2008  | 2013  |
| ---- | ---- | ---- | ---- | ----- | ----- | ----- | ----- | ----- |
| 623  | 580  | 701  | 966  | 1 359 | 1 307 | 1 508 | 1 565 | 1 581 |

| 2018  | 2022  | - | - | - | - | - | - | - |
| ----- | ----- | - | - | - | - | - | - | - |
| 1 644 | 1 622 | - | - | - | - | - | - | - |

### Sports et loisirs
Le nouveau Groupe sportif de Ver-Sur-Mer fait évoluer deux équipes de football en divisions de district.

## Culture locale et patrimoine

### Lieux et monuments

#### Patrimoine civil
- Phare de Ver-sur-Mer
- Mémorial britannique de Normandie

Le Mémorial britannique de Normandie, édifié sur un site de 18 hectares, sur les hauteurs de Ver-sur-Mer, honore la mémoire des 22 442 soldats, marins et aviateurs tombés au champ d'honneur sous commandement britannique du général Bernard Montgomery, durant la bataille de Normandie, du 6 juin au 30 août 1944. Leurs noms sont gravés sur les 160 colonnes qui jalonnent les allées de ce sanctuaire en pierre blanche dont le plan général, imaginé par l'architecte Liam O'Connor, reproduit le drapeau de l'Union Jack. Le parc abrite également un édifice dédié aux 20 000 civils normands fauchés au cours de la Libération. Ce mémorial a été inauguré à l'occasion du 77e anniversaire du débarquement de Normandie par Lord Ed Llewellyn, ambassadeur du Royaume-Uni en France et par madame la ministre française des Armées, madame Florence Parly. Lors de cette inauguration les Alpha Jet E de la Patrouille de France y ont réalisé un survol.
- Batterie de la Marefontaine

Batterie d'artillerie côtière allemande, située au sud du village et composée de quatre casemates qui abritaient des canons tchèques. Elle est prise le jour du débarquement, le 6 juin 1944, par les troupes britanniques débarquées à Gold Beach, après avoir subi le feu des canons du croiseur HMS Belfast.
- Château de la Barre (1882).
- Vestiges d'une motte féodale à l'est du village, sur le bord du ruisseau de Provence. Le tertre est flanqué à l'ouest d'une basse-cour[44].

#### Patrimoine religieux
- L'église paroissiale Saint-Martin de Ver-sur-Mer est une église romane, à plan en croix latine, à vaisseau unique et dont la tour isolée est composée de cinq niveaux. Sa construction principale s'étale entre le XIe et le XIVe siècle, et est pour essentiel constituée en calcaire. La tour est classée au titre des monuments historiques par arrêté du 17 mars 1879[45].

Le cimetière
Au sud du bâtiment s'étend l'ancien cimetière de la commune, aux nombreuses tombes particulièrement ouvragées. Contre le mur de la nef, se situent les tombeaux de Louis Jacques Germain Édouard Lair de Beauvais, ancien architecte de la ville de Bayeux et maître d'ouvrage des travaux de la sacristie et de la chapelle sud, décédé le 25 juin 1851, et de son épouse Marie-Jeanne Élizabeth Félicité Le Sieur, morte le 8 avril 1852.
Dans le cimetière se trouve la sépulture du général Charles Ailleret, mort dans l'accident aérien du 9 mars 1968.
Le campanile
Le magnifique campanile (tour clocher) du XIe siècle est isolé du reste de la bâtisse à la manière italienne.
Il est percé de nombreux trous de boulins qui ont été récemment bouchés par des plaques d'ardoise afin de ne plus servir d'abri à pigeons et ainsi en limiter les dégradations.
Ces trous sont des traces d'échafaudages aussi appelés « pots de colombier ». L'écart respecté entre chaque palier d'échafaudage est une hauteur d'homme.
La tour présente cinq étages, les trois derniers, en retrait par rapport aux autres, confèrent à l'édifice son profil effilé et original. On rencontre plus couramment en Bessin, des tours de trois étages construites au centre de l'église. Les deux étages inférieurs sont massifs. La base est ornée de contreforts plats et le premier étage d'une galerie d'arcades aveugles.
Les trois étages supérieurs répètent la même disposition des baies en plein cintre géminées par une colonne centrale avec un décor géométrique. La couverture est une pyramide à degrés en pierre (couronnement identique à Thaon).
Comme sur la plupart des tours, la décoration et les ouvertures augmentent d'étage en étage.

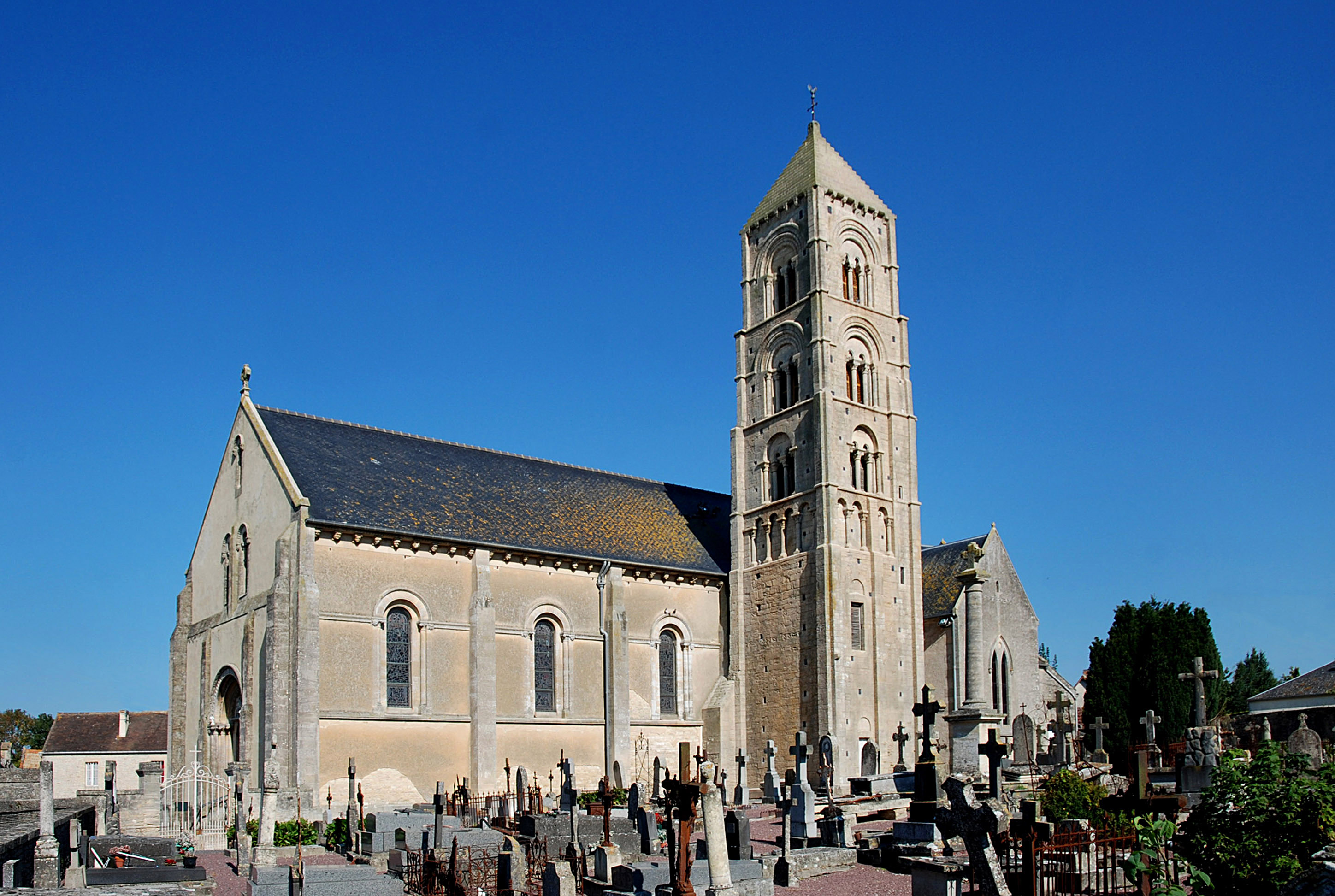
L'église Saint-Martin...
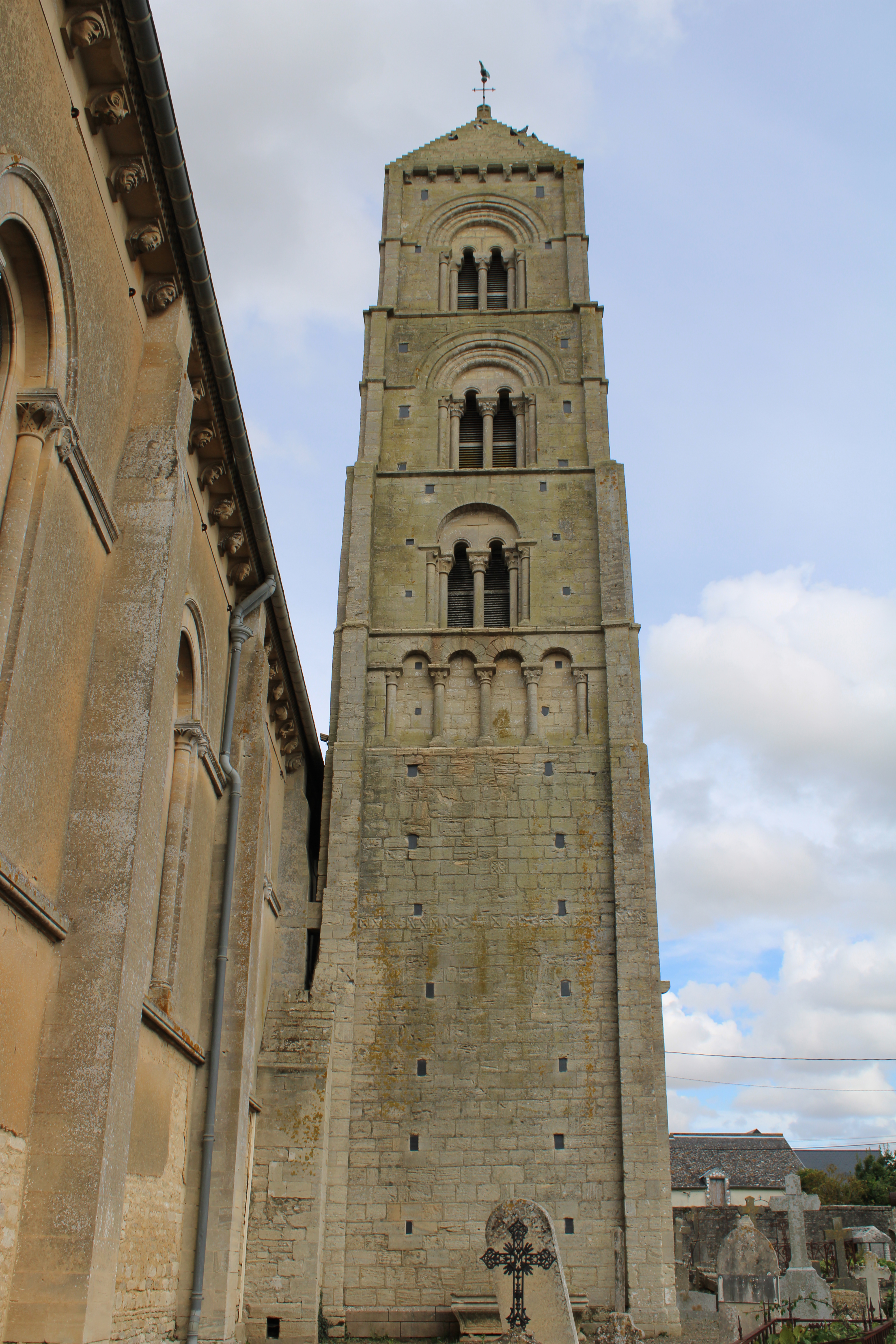
... et son campanile.
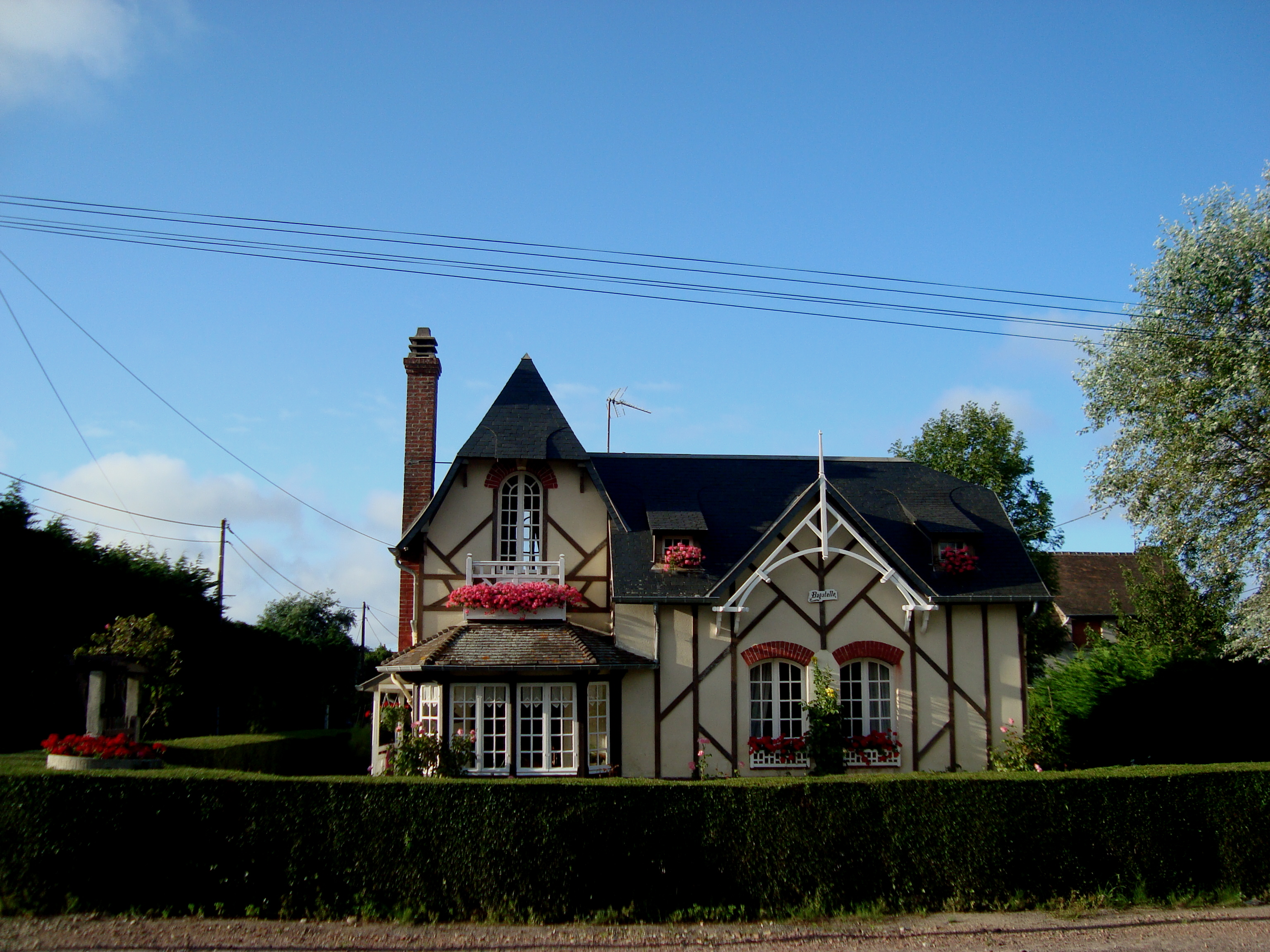
Une des dernières maisons d'avant-guerre dans Ver-Plage, rue Robert-Riethe.
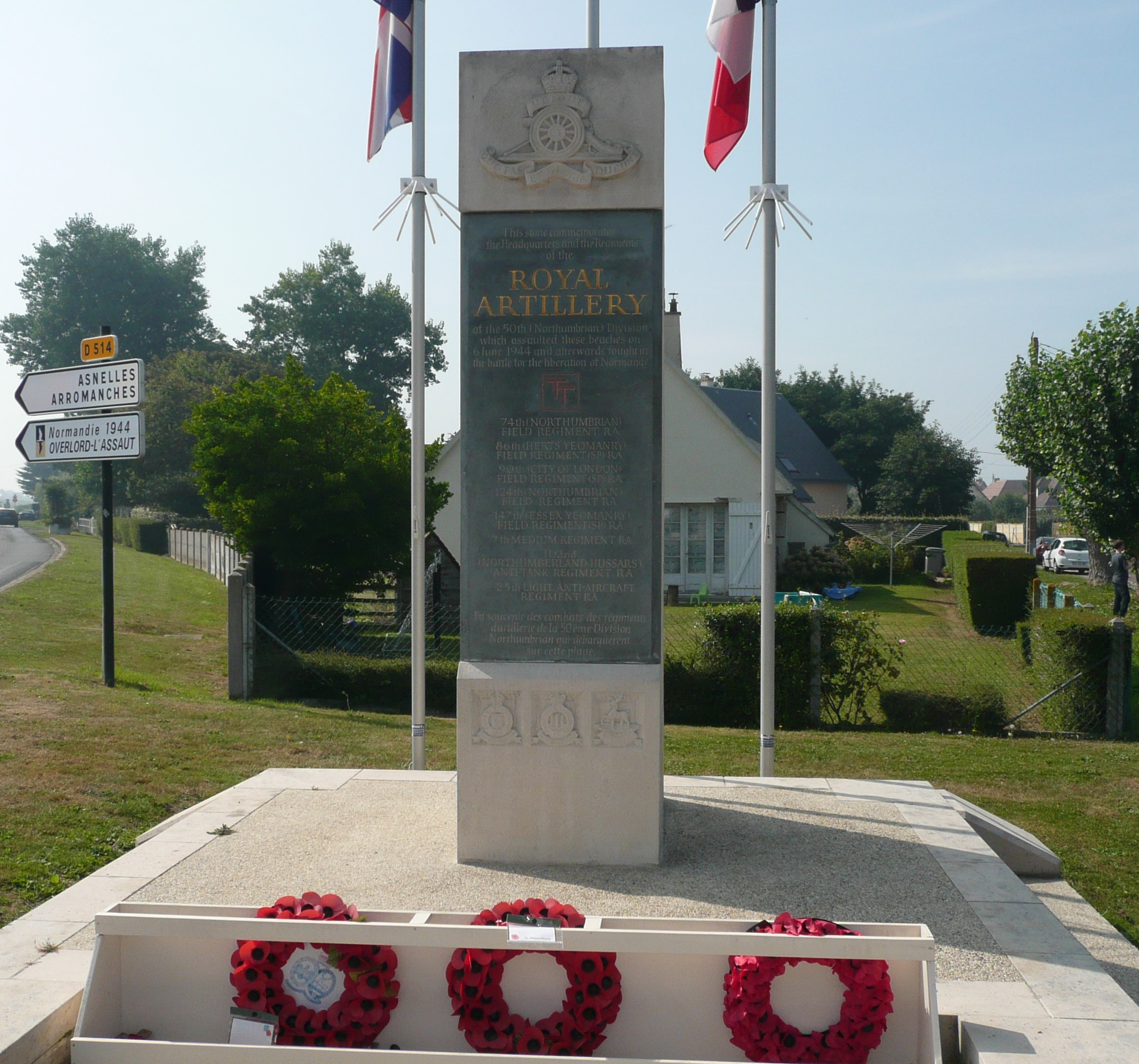
Royal Artillery monument.
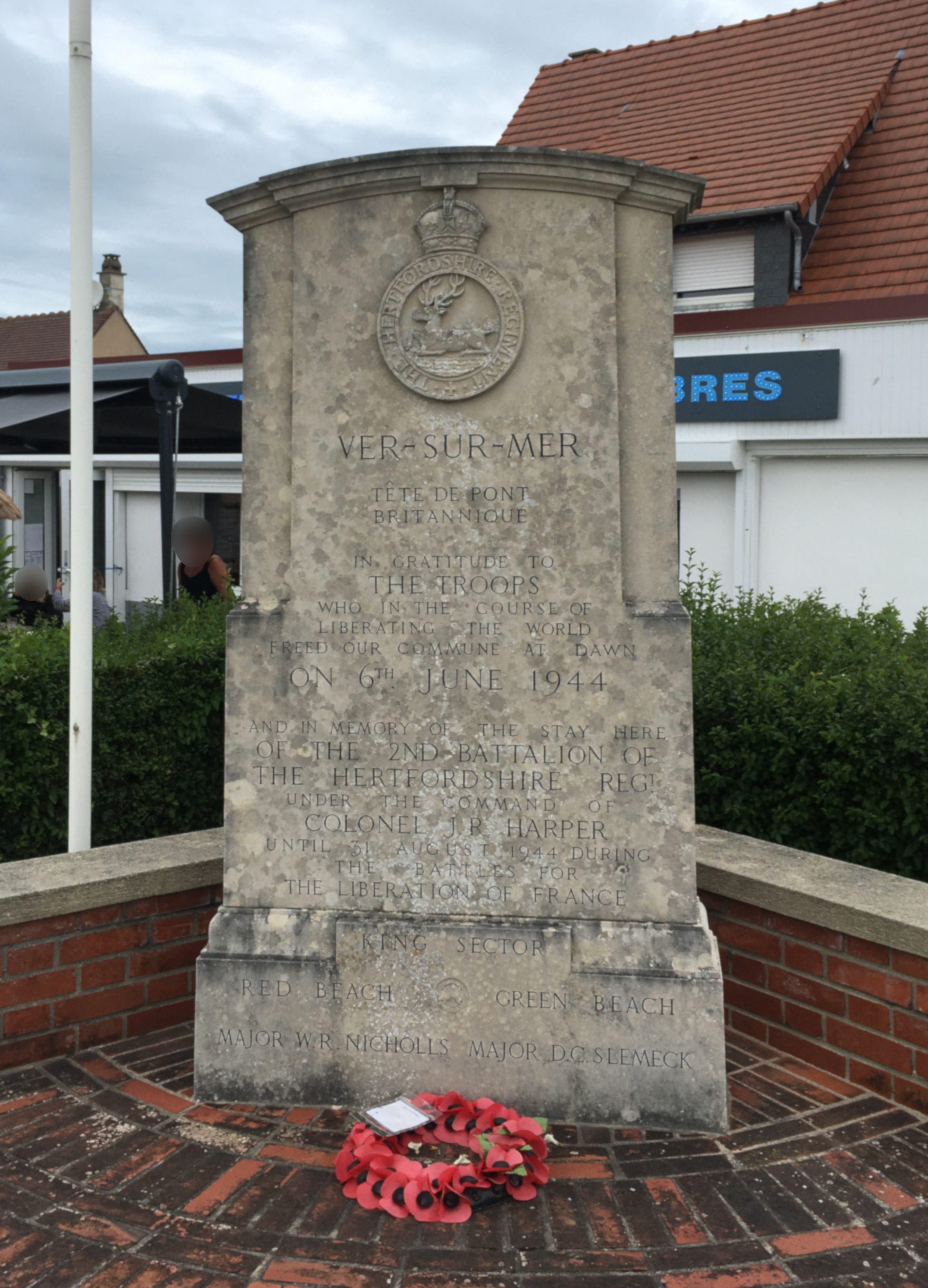
Stèle aux troupes britanniques du 6 juin 1944 et au Hertfordshire Regiment.
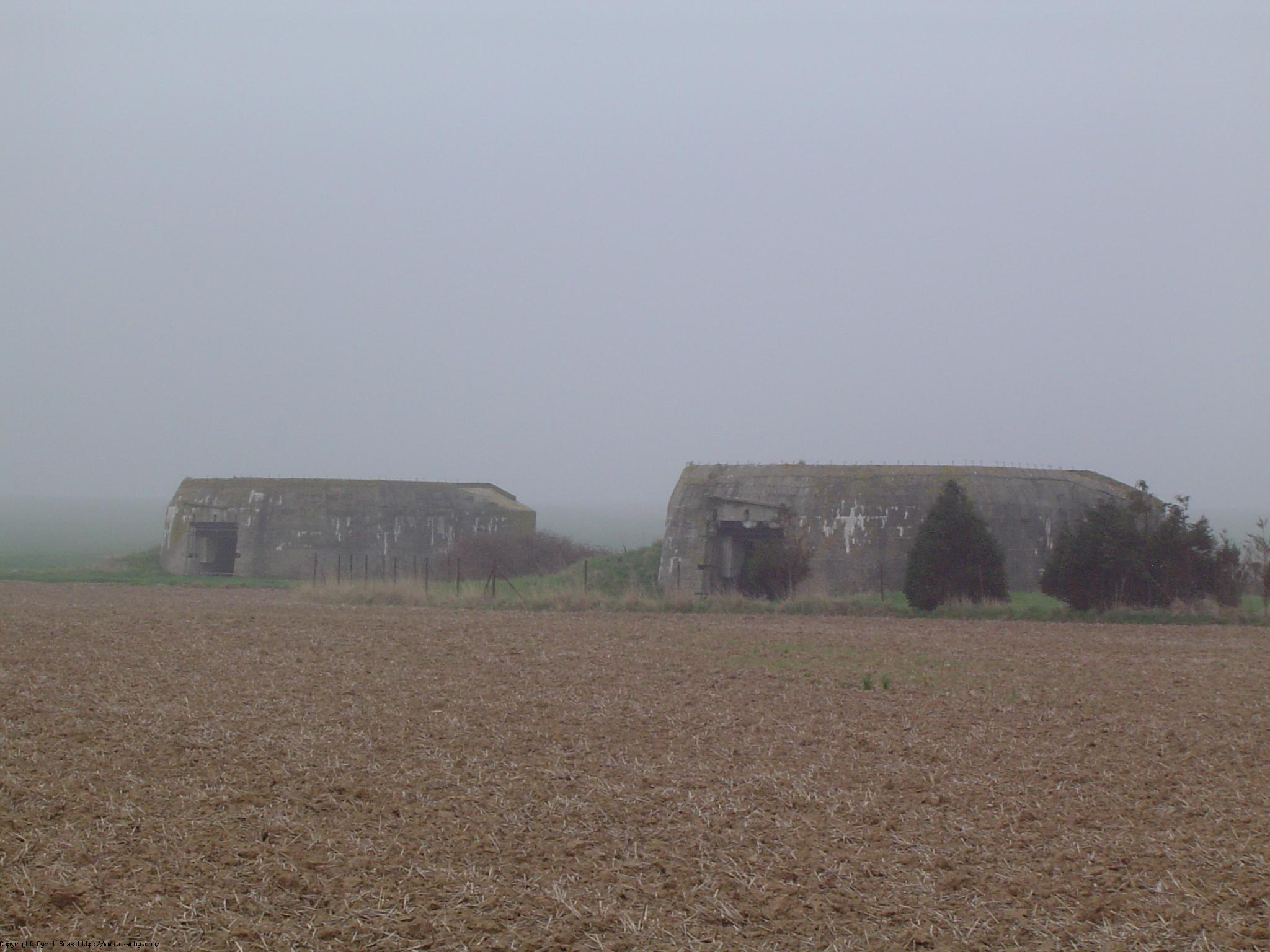
Blockhaus datant de la Seconde Guerre mondiale près de Ver-sur-Mer.
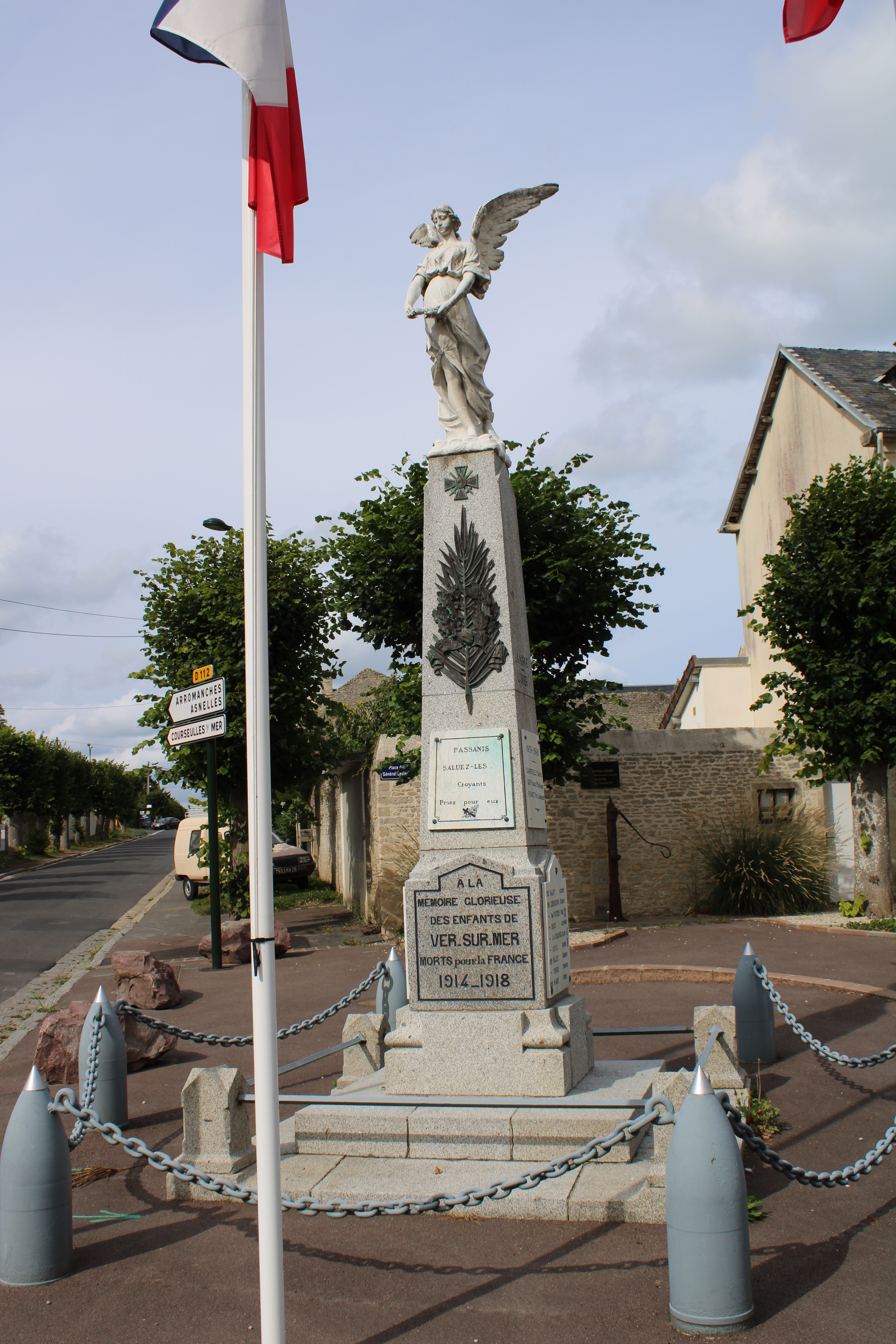
Le monument aux morts.

### Ver-sur-Mer dans les arts et la culture

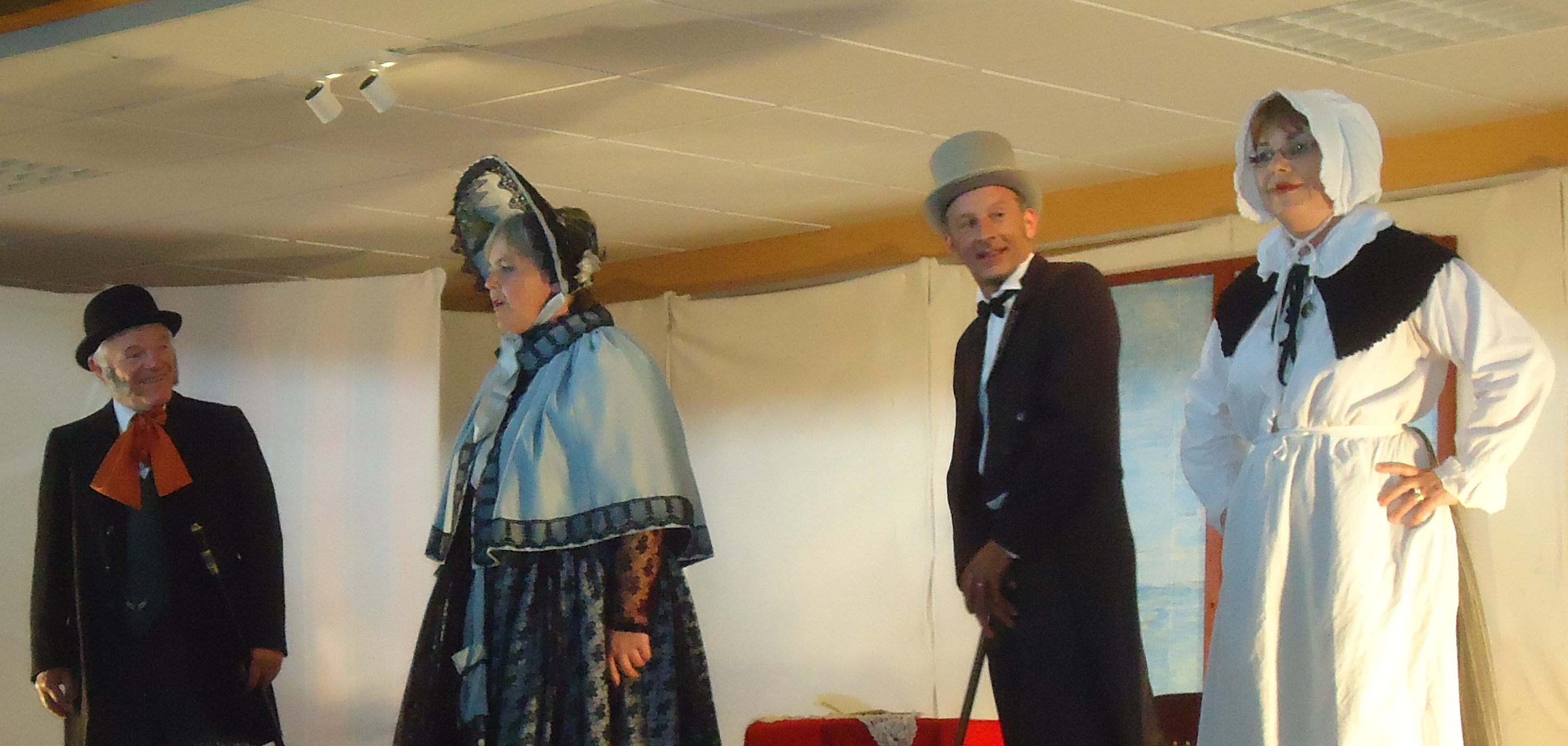
Représentation du vaudeville : La Rosière de Ver-sur-Mer par Gabriel Pélin le 17 mai 2014.

La rosière de Ver-sur-Mer est un vaudeville en un acte de 1884, écrit par Gabriel Pélin et dont l'action se déroule à Ver-sur-Mer.
Elle a été représentée pour la première fois, en janvier 1884, sur les théâtres de Montmartre et des Batignolles.
La farce, qui met en scène un épicier retiré cherchant à trouver un parti pour ses nièces, mêle les ressorts de l'amour contrarié, de la duperie et du comique de situation. Le dénouement, heureux, se conclut par une ronde.
Le cadre évoque l'ambiance des stations balnéaires de la fin du XIXe siècle : casino, promenades au bords de mer, régates…
Extrait :
Ronde de Ver-sur-Mer

Ver-sur-Mer est un village

Ous qu'on a ben d'lagrément;

C'est bien la plus belle plage

De tout le département.

Cette plage est vertueuse

Y a pas d'gommeux séducteurs

C'est pas là qu'la cascadeuse

Peuit trouver des amateurs

L'train jaun' s'arrête à Courceulles

Pas d'danger pour les maris

Y peuv' laisser leurs fem' seules

Et passer sous la port' Saint Denis,

C'est un rendez-vous d'famille

Allez-y vous s'rez veinards

Vous y trouverez les filles

Vertueuses des Bidards.

Aussi l'auteur de l'ouvrage

Qu'on vous joue en ce moment

Grâce aux beautés du rivage

Vous d'mand' un encourag'ment.
Cette œuvre, tombée dans l'oubli, est redécouverte en mai 2013 par un amoureux de la commune qui la réédite à compte d'auteur pour l'offrir à la bibliothèque municipale.
Elle est mise en scène et représentée les 17 et 18 mai 2014 pour la première fois dans la commune.
Une rue du bord de mer porte le nom de l'auteur qui venait en villégiature dans la commune.

### Personnalités liées à la commune
- Édouard Lair de Beauvais (1790-1851), architecte de la ville de Bayeux, est inhumé dans le cimetière paroissial.
- Le comédien et chanteur d'opérette Guy (1859-1917) et son épouse Germaine Gallois (1869-1932) y possédait une villa[49].
- Louis Valtat (1869-1952), peintre, sculpteur fit de fréquents séjours dans la ville où il sculpta sur la porte de l'église un saint Martin en 1918.
- Richard Byrd (1888-1957) : en juin 1927, avec trois compagnons, il traversa l'Atlantique d'ouest en est en quarante deux heures, amerrissant de force à Ver-sur-Mer. Pour ce vol, la France lui accorda la Légion d'honneur.
- Général Charles Ailleret (1907-1968), chef d'État-Major des armées, inhumé dans le cimetière communal.
- André Frank (1909-1971), homme de télévision, vécut durant toute son enfance à Ver-sur-Mer, dans la villa Juliette.

### Héraldique
| Blason de Ver-sur-Mer | Blason  | D'azur à la barre d'argent chargée de quatre roses de gueules, accompagnée en chef d'un château de trois tours non crénelées aussi d'argent, sans pan de mur, ajourées, maçonnées et couvertes de sable, la tour du milieu plus haute et ouverte du même, celles des flancs en arrière-plan et en pointe d'une meule de moulin posée en barre en demi-profil issant de trois ondes alésées, le tout d'argent. |
| Blason de Ver-sur-Mer | Détails | |

## Pour approfondir